# Синдром Гудпасчера
Синдром Гудпасчера — системный капиллярит с преимущественным поражением альвеол лёгких и базальных мембран гломерулярного аппарата почек по типу геморрагических пневмонита и гломерулонефрита. Для СГ характерно бимодальное возрастное распределение заболеваемости с двумя пиками: первый в возрасте 20–30 с преобладанием у мужчин (страдают в три раза чаще), характеризующийся более высокой частотой лёгочных кровотечений. Второй пик характеризуется преобладанием женщин в возрасте 60–70 лет, страдающих почечнокаменной болезнью.
Есть теория о наследственности болезни.

## Этиология и патогенез
Причина образования аутоантител против коллагена IV типа (к домену NC1 а3-цепи коллагена типа IV, необходимого для поддержания супраструктуры клубочков почек) до сих пор неизвестна. Поскольку эпитопы (EA, EB) коллагена, вызывающие образование антиколлагеновых антител, обычно находятся внутри молекулы гексамерного домена NC1, предполагается, что некоторые факторы окружающей среды демаскируют эпитопы, увеличивая связывание антител с a3 цепью до 15 раз. Факторы возникновения заболевания неизвестны, однако отмечается связь с вирусной (в частности, вирус гриппа А) и бактериальной инфекцией, переохлаждением, приёмом лекарственных препаратов (D-пенициллинамин, алемтузумаб, карбимазол), курением. Первое описания болезни сделал американский врач и патофизиолог Э. У. Гудпасчер (E.W.Goodpasture) (1886–1960) во время эпидемии гриппа в 1919 году у 18-летнего юноши, у которого через месяц после перенесённого гриппа развились поражение почек в виде нефрита и пневмония, сопровождавшаяся кровохарканьем. 

## Клиника
Выделяют три варианта течения синдрома Гудпасчера:
- Злокачественный вариант характеризуется рецидивирующей геморрагической пневмонией и быстро прогрессирующим гломерулонефритом.
- С более медленным развитием изменений в почках и лёгких.
- С преобладанием прогрессирующего гломерулонефрита и быстрым развитием почечной недостаточности.

Начало острое с высокой лихорадкой, кровохарканьем или лёгочным кровотечением, одышкой. При аускультации отмечается рассеянные сухие и влажные хрипы в средних и нижних отделах лёгких. При рентгенографии определяются рассеянные очаги уплотнения лёгочной ткани, либо множественные затемнения с нечёткими контурами, инфильтраты определяются в обоих лёгких, чаще в прикорневой и срединной зонах. Тяжёлый, прогрессирующий гломерулонефрит развивается почти одновременно, быстро приводя к почечной недостаточности. Повторные кровохарканье и потеря крови с мочой ведут, как правило, к анемии, усугубляющейся при почечной недостаточности. При лабораторном исследовании: анемия, увеличение количества лейкоцитов в крови и повышенная СОЭ. Характерным иммунологическим признаком болезни является наличие антител к базальным мембранам почки. Прогноз обычно неблагоприятен — смерть наступает в течение 12 месяцев от начала болезни при явлениях лёгочно-сердечной или почечной недостаточности.
Также имели место случаи с быстрым прогрессированием заболевания. Стадии от лихорадки до предсмертного состояния проходили в течение недели.
При медленном развитии заболевание может начаться с поражения почек, а поражение лёгких развивается лишь в его конце. Нередко при этом поражение лёгких протекает без кровохарканья или оно очень скудное.
У 80-90% пациентов проявлением болезни является развитие быстропрогрессирующей почечной недостаточности. К моменту установления диагноза до 50% пациентов нуждаются в проведении заместительной почечной терапии. У 40-60% пациентов поражение почек сочетается с патологией лёгких в виде диффузного альвеолярного кровотечения, которое может развиться внезапно.

## Лечение
Для успешного лечения важна своевременная диагностика и ликвидация причинного фактора. Назначаются кортикостероиды в больших дозах (метилпреднизолон) в сочетании с цитостатическими препаратами (циклофосфамид). При сопутствующей анемии: препараты эритропоэтина, колониостимулирующие факторы, препараты железа. Успешно применяется плазмаферез и иммуноабсорбция. Диагностику и лечение синдрома должны осуществлять совместно ревматологи, пульмонологи и нефрологи.
Лечение заболевания эффективно только на ранней стадии болезни.